# Ye Tianshi
Ye Tianshi (葉天士S, Yè tiān shìP; 1667 – 1746) è stato un medico cinese della dinastia Qing.

## Biografia
Originario della contea di Wu (oggi Suzhou, nello Jiangsu), Ye Tianshi nacque in una famiglia di illustri medici. Suo nonno era Yeh Shih (紫帆T, 葉時S, Yè shíP), il primo della famiglia a intraprendere tale professione, mentre suo padre era Ye Chaocai (陽生T, 葉朝采S, Yè zhāo cǎiP, morto nel 1679 circa).
Considerato uno dei più importanti medici del suo tempo, fu pioniere nell'impiego di stimolanti aromatici per le febbri epidemiche assieme a Xue Xue (薛雪S, Xuē xuěP; 1681-1770), anch'egli medico, nonché poeta e pittore suo concittadino. Tra i due vi fu sempre un'accesa rivalità. Le prescrizioni di entrambi vennero pubblicate nel Sānjiā yī àn (三家醫案S, Sānjiā yī ànP, lett. "Tre cartelle cliniche") di Wu Jinshou (吳金壽S, WújīnshòuP) assieme a quelle di Miao Zunyi (繆遵義S, Móu zūn yìP; 1710-1793), altro loro concittadino.
Come autore di testi medici fu poco prolifico. La maggior parte delle opere che portano il suo nome sono state compilate dai suoi seguaci o erroneamente attribuite a lui. Una raccolta di sue prescrizioni intitolata Lín zhèng zhǐ nán yī àn (臨證指南醫案) venne pubblicata dagli allievi Hua Nantian (華南田) e Li Guohua (李國華) con una prefazione datata 1766. A quest'opera seguì un supplemento che include un trattato sulle febbri. Altre raccolte di prescrizioni vennero pubblicate nell'Ottocento.
Molti editori e scrittori anonimi attribuirono falsamente alcune opere a Ye Tianshi sperando di aumentarne le vendite grazie alla popolarità che il medico godeva. Una di queste è il Jǐng yuè quán shū fā huī (景岳全書發揮) che in realtà apparteneva a Yao Qiu (姚球). Il testo divenne infatti uno dei manuali medici più noti del su tempo.

## Opere
- Lín zhèng zhǐ nán yī àn (臨證指南醫案)
- Xù (續)
- Yè àn cún zhēn (葉案存真)
- Píng diǎn (評點)
- Zhèng lèi pǔ jì běn shì fāng (證類普濟本事方)

### Opere a lui attribuite
- Běn cǎo jīng jiě yào (本草經解要)
- Yè shì yǎn kē fāng (業氏眼科方)
- Shāng hán biàn shé guān yàn (傷寒辨舌觀驗)